# معركة هانوي (1946)
في 19 ديسمبر 1946، فجَّر جنود الفيت مين (إتحاد تحرير فيتنام) مُتفجرات في هانوي ، وكانت المعركة التي تلت تلك الواقعة، والمعروفة باسم معركة هانوي، بمثابة المعركة الافتتاحية لحرب الهند الصينية الأولى.

## خلفية تاريخية
في 14 سبتمبر 1946، وقعت فرنسا وجمهورية فيتنام الديمقراطية على تسوية مؤقتة ، واعدة بحقوق متبادلة ومفاوضات لإنهاء الأعمال العدائية المسلحة. ولم يقدم الفرنسيون أي تنازلات سياسية. بل أرسلت فرنسا تعزيزات إلى منطقة دا نانج في انتهاك للاتفاق الموقع في 6 مارس 1946.  ثم في نوفمبر 1946، أدت النزاعات المحلية إلى مذابح استعمارية في (هايفونج) و(لانجسون).
رفض الفرنسيون منح الاستقلال لجمهورية فيتنام الديمقراطية (فيتنام الشمالية)، وأصروا بدلاً من ذلك على إعادة بناء اتحاد الهند الصينية. وبالفعل في منتصف أكتوبر من ذلك العام، توصلت هيئة الأركان العامة لإتحاد تحرير فيتنام (الفيت مين) إلى أن الفرنسيين سيهاجمون، وبالتالي كانت الاستعدادات ضرورية. أصبح هذا أكثر وضوحًا في ميناء هاي فونج، حيث أدى النزاع على السيادة حول الحق في تحصيل الرسوم الجمركية إلى إعطاء جورج بيدو الضوء الأخضر لحل عسكري عنيف. في أعقاب ذلك، تحول الاهتمام الفرنسي نحو العاصمة هانوي، حيث حافظوا على وجود مشترك مع جمهورية فيتنام الديمقراطية من خلال اللجان العسكرية المشتركة. بلغ عدد وجودهم العسكري في هانوي حوالي 6,000 رجل بينما كان لدى رابطة تحرير فيتنام 10,000 من قوات الميليشيا و2,500-3,000 جندي نظامي في الخدمة الفعلية.  :124-127

## مقدمة
كانت المواجهة وشيكة، فبعد هاي فونج، انخرط الجنود الفرنسيون والفيتناميون التابعون للجان العسكرية المشتركة في عمليات عدائية مُتزايدة من العنف تجاه بعضهم البعض؛ وتراجعت الثقة المتبادلة بينهما إلى مستويات منخفضة.  :129
كان قادة الفيت مين قد قرروا القتال من أجل هانوي. فقد كانت لهانوي أهمية كبُرى لكلا الجانبين، ففي أعقاب إعادة الاحتلال الفرنسي، أرادت الفيت مين أن تُظهر لشعبها أنهم على استعداد للقتال. ولم تَكُن استراتيجيتهم تدور حول الاحتفاظ بالعاصمة، ولكن بدلاً من ذلك، كان الهدف هو تثبيت الفرنسيين أثناء إجلاء القيادة إلى قواعد أُخرى في غابات فيتنام الشمالية والوسطى، في حين أن معركة المدن الناتجة ستجذب الاهتمام الدولي نحو النضال الفيتنامي ضد الغزو الاستعماري.  :125
بعد تحليل ،الفيت مين، التكتيكات السوفييتية في ستالينجراد وإخفاقاتهم الجنوبية السابقة خلال حرب فيتنام (1945–1946)، عينت هيئة الأركان العامة (فانج ثو فو) لقيادة الدفاع عن المدينة. كان (فو) ضليعًا في التكتيكات العسكرية بسبب خدمته السابقة في جيش الكومينتانج الصيني خلال الحرب الصينية اليابانية الثانية، وأصبحت جميع الوحدات في المدينة تحت قيادته.  :126-128
في الفترة التي سبقت المعركة، تمركز جنود (فانج ثو فو) في المباني الحكومية والمنشآت الصناعية والطرق الرئيسية ذات الأهمية الاستراتيجية. وكانت الأسلحة والإمدادات مخبأة في المدينة، وتم عمل فتحات في الجدران سراً بين المنازل للسماح بالحركة السريعة التي تشبه المتاهة من شارع إلى آخر. وتم نثر الأثاث في شوارع المدينة كحواجز مؤقتة على مرأى من القوات الفرنسية، بينما تولى القناصة من كلا الفصيلين مواقعهم. كانت خطة (فو) هي أنه عندما يتقدم الفرنسيون، ستتراجع الميليشيا إلى الحي القديم بالمدينة، حيث سيعرقلون الفرنسيين بالاستعدادات المذكورة أعلاه، بينما تهاجم القوات النظامية للفيت مين مطار جيا لام لمنع القوات الفرنسية من التعزيز جوًا.  :128-130

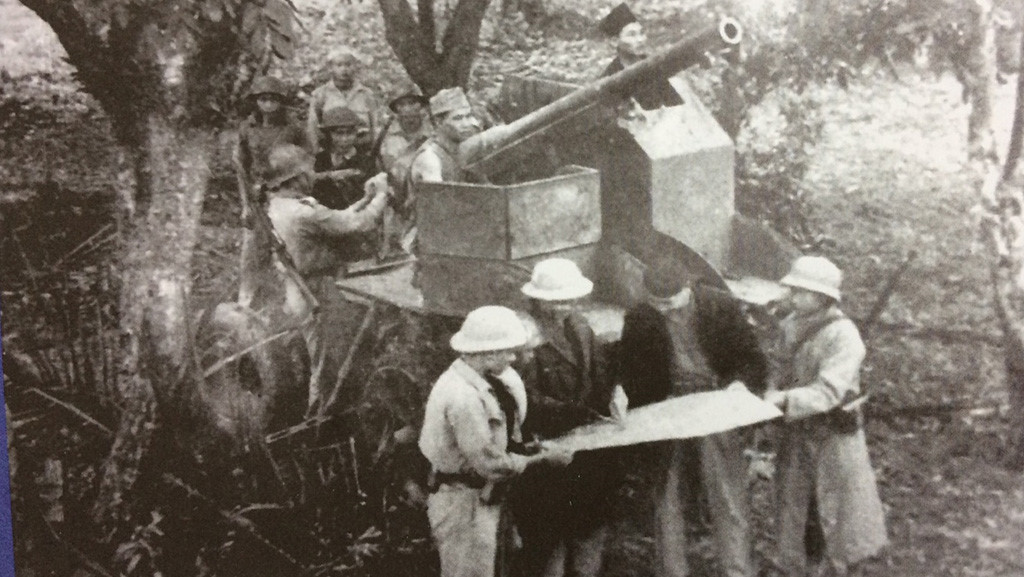
مدفعية الفيت مين في هانوي

## المعركة
بدأت الـفيت مينه بتفجير مُتفجرات في الساعة 20:03 مساء يوم 19 ديسمبر 1946، بعد تهريبها عبر حراس الجيش الفرنسي إلى محطة توليد الكهرباء بالمدينة. أغرق الانفجار هانوي في الظلام، وبدأت قوات الفيت مين في جميع أنحاء المدينة بمهاجمة المواقع العسكرية الفرنسية والمنازل الفرنسية.  تم اختطاف حوالي 600 مدني فرنسي خلال هذا الوقت.  بدأت القوات الفرنسية الباقية بالتجمع تدريجيًا بعد أن كان قد نبهها بعض الجواسيس، وقصفت المدفعية الفرنسية المدينة، وأجريت عمليات تفتيش من منزل إلى منزل بحثًا عن قيادة الفيت مين.

في تلك الليلة، شارك ما بين 2,000 إلى 10,000 من قوات الفيت مين في أول معركة من حرب المدن، وكان أعنف قتال وقع في الحي القديم في هانوي. في اليوم التالي، وجّه هو تشي مين نداءً إلى الجماهير للمقاومة بأي شكل من الأشكال:
« من معه بنادق سيستخدم بنادِقه، ومن معه سيوف سيستخدم سيوفه، ومن ليس معه سيوف سيستخدم المعاول والعصي. وعلى الجميع أن يسعى لمعارضة المستعمرين الفرنسيين وإنقاذ بلاده!  :128»
ومع ذلك، فشلت جهود الفيت مينه لتخريب جسر (بول دومر) والقاعدة الجوية العسكرية في (جيا لام) ؛ ولم يتم تدمير أي طائرة من طائرات سبيتفاير الفرنسية ،التي كانت على مدرج المطار. سمح ذلك للفرنسيين بالدفع الفوري للقوات والإمدادات والأسلحة إلى هانوي، مُحققين التفوق في القوة النارية. قصفت القوات الجوية الفرنسية هانوي بفعالية كبيرة، مما أدى إلى طرد قوات الفيت مين التي تم إكتُشفت بنيران مدفعيتها. سمح ذلك للفرنسيون استعادة هانوي ببطء من المدافعين ضعيفي التسليح، بدءًا من الاستيلاء على الحي الفرنسي والمباني الإدارية الرئيسية مثل القصر الرئاسي.  :130-1
بحلول أوائل يناير 1947، استعادت القوات الفرنسية معظم هانوي، باستثناء الحي القديم. أدت محاولة التقدم في 27 ديسمبر 1946 إلى مقتل 15 شخصًا وإصابة 30 آخرين. أدى القتال هناك إلى محاصرة حوالي 20,000 فيتنامي و10,000 مدني صيني، ولكن في تحدٍ لأمر الجنرال (فالوي) (بضربهم بالمدفع والقنبلة... لنثبت لخصومنا التفوق الساحق لقدراتنا) قام (مورليير) بدلاً من ذلك بحصار المنطقة، وتعمد ترك منفذ للناس للهروب. وقد أضيف إلى ذلك أيضًا قنصل جمهورية الصين في هانوي، بدعم من نظرائه البريطانيين والأمريكيين، حيث توسط في هدنة في 15 يناير لإجلاء المدنيين. وبذلك، تم إخلاء المدينة من السكان بسرعة بينما تسللت العديد من وحدات الفيت مين إلى خارج المدينة مع الحشود.  :133-4
استمر الهدوء في القتال حتى الأول من فبراير، عندما تولى (ديـبـيس) - الذي كان يقود القوات في هاي فونج - المسؤولية من (مورليير). قام بنشر ناقلات الجنود المدرعة والغارات الجوية والقصف المدفعي والجرافات لشق طريقه إلى الحي القديم. تراجع المدافعون أخيرًا ببطء نحو النهر الأحمر حتى - في 18 فبراير 1947 - بعد خسائر فادحة بلغت عدة مئات من القتلى. سحب (فو) كتيبت العاصمة - التي تم تكبدت خسائر حتي أصبح عددها الآن 1,000 مقاتل - عبر النهر الأحمر تحت جسر (بول دومر).

## النتيجة
أخّر المُدفعون التقدم الفرنسي لفترة أطول من المتوقع، فقد سمحت دفاعات (فو) لحكومة جمهورية فيتنام الديمقراطية بالإخلاء بطريقة مُنظمة، آخذين معهم الآلات والمعدات الطبية والمطابع وحتى أجهزة إرسال إذاعة صوت فيتنام إلى الريف.  :138كانت المُناقشات التي سبقت المعركة بين الجنرالات (جياب) و (فو) بالإضافة إلى قادة الحزب كـ(ترونج تشينه) و(هو تشي مين) مُتشائمة، وتوقعوا أن يصمدوا لبضعة أيام فقط - مقارنة بهدفهم المتمثل في شهر واحد - بسبب مدى ضعف تدريب وتجهيز قواتهم مقارنة بالفرنسيين.  :128ولم يساعد في ذلك الإقبال الأولي للميليشيات على المعركة. من بين حوالي 10,000 مسجلين رسميًا في حامية هانوي، شارك حوالي 2,000 فقط في الدفاع عنها، وتضاءلت فيما بعد إلى المئات. أما الباقون فقد تفرقوا أو هربوا.  :130
كان هو تشي مين في ذلك الوقت مريضًا بالحمى، و قد أمر الجنرال (جياب): « جميع الجنود بالوقوف معًا والدخول في المعركة وتدمير الغزاة وإنقاذ الأمة ». ومع ذلك، في نهاية المطاف، أَجبر التفوق الفرنسي في القوة النارية الفيتناميين على الانسحاب إلى الجبال على بعد 130 كم شمال هانوي. 
الدمار
أدى إخلاء المدينة إلى وجود عدد قليل جدًا من السكان. من بين عدد السكان البالغ 40,000 نسمة في عام 1946، لم يتبق سوى 10,000 بحلول عام 1948-1949.  :141وكان آلاف اللاجئين قد تدفقوا من المدن الكبرى الأخرى عندما هاجم الفرنسيون، بما في ذلك هاي فونج، وهيو، ونام دينه، وسايجون. ولم يكن النمط مختلفًا في هانوي.
بالإضافة إلى ذلك، تم تسوية مدينة هانوي القديمة التاريخية بالأرض فأصبحت رُكام. من بين حوالي 13,191 منزلاً في المدينة، تم تدمير 2,837 منزلاً.  :134
المذابح
خلال المعركة، ارتكب كلا الجانبين الذابح، حيث سقط عِدة مئات من القتلى والمفقودين من المدنيين الفرنسيين، حيث كان عشرين مدنيًا فيتناميًا جزءًا من الهجمات الانتقامية من قبل الفرنسيين. تعرض العديد من أسرى الحرب الفيتناميين للتعذيب على يد خاطفيهم الفرنسيين-الفيتناميين بإستخدام صدمات كهربائية في مناطقهم الحساسة، وهي أفعال اكتسبت شهرة فيما بعد خلال ثورة التحرير الجزائر.  :131-2

### مفاوضات ما بعد المعركة
بعد طرد الفيت مين من المدينة، طالب الفرنسيون بالاستسلام العسكري لخصومهم، لكن الفيت مين رفضت. الولايات المتحدة، التي انزعجت من الحادث، أرسلت الأباتي لو موفات (سياسي أمريكي) في مهمة خاصة إلى سايجون وهانوي للنظر في إجراء استفتاء عن طريق التفاوض. ولكن، مع إدراك أن الفيتناميين لن يقبل أي تسوية، وحقيقة أن الولايات المتحدة كانت لا ترغب في التوسط رسميًا بين الجانبين، أدى إلى تخلي الولايات المتحدة عن الفكرة. 